# Кобдар
Кобдар (на испански: Cóbdar) е населено място и община в Испания. Намира се в провинция Алмерия, в състава на автономната област Андалусия. Общината влиза в състава на района (комарка) Вале дел Алмансора. Заема площ от 32 km². Населението му е 165 души (по данни от 2010 г.). Разстоянието до административния център на провинцията е 76 km.

## Демография
| 1996 | 1998 | 1999 | 2000 | 2001 | 2002 | 2003 | 2004 | 2005 | 2006 |
| ---- | ---- | ---- | ---- | ---- | ---- | ---- | ---- | ---- | ---- |
| 274  | 298  | 296  | 300  | 221  | 292  | 286  | 242  | 210  |      |